# Popillia nitida
Popillia nitida är en skalbaggsart som beskrevs av Hope 1831. Popillia nitida ingår i släktet Popillia och familjen Rutelidae. Inga underarter finns listade i Catalogue of Life.